# XO望遠鏡
XO望遠鏡（XOぼうえんきょう、XO Telescope）とは、ハワイ州マウイ島のハレアカラ山に設置されている天体望遠鏡である。太陽系外惑星を食検出法で発見することを目的として自動で恒星の変光を監視している。
XO望遠鏡は、焦点距離20cmのテレフォトレンズを備えた望遠鏡を、共通の架台に2つ並べたものである。ハードウェアには6万USドル、ソフトウェアにはそれ以上の開発費がつぎ込まれた。市販の製品を組み合わせているため、この種の装置としては比較的安価に纏められた。計画は天文学者のピーター・マッカローが主導し、アマチュア天文家が共同で研究を行っている。

## 成果
2020年9月時点でXO望遠鏡は7つの天体を発見している。いずれも公転周期が5日以下の天体で、このうち6つは惑星（ホット・ジュピター）である。XO-3bは例外的に質量が大きく褐色矮星に分類される可能性がある。